# Nhà an dưỡng cuối đời
Nhà an dưỡng cuối đời (tiếng Anh: hospice) là nơi săn sóc những người bệnh ở vào giai đoạn cuối cùng của cuộc đời, thường chỉ còn 6 tháng trở lại. Những người này đã bị các bệnh viện từ chối điều trị.

## Hoạt động
Nhà an dưỡng cuối đời đầu tiên được khai trương vào năm 1967 tại Vương quốc Anh (ở Đức 1986), ở đó cũng là nơi thành lập nhà an dưỡng cuối đời đầu tiên cho trẻ em vào năm 1982 (ở Đức 1998). Ở Đức hiện nay có ít nhất 234 khu trong bệnh viện cho người hấp hối và 304 khu chăm sóc người mắc bệnh không chữa được có những triệu chứng trầm trọng và hơn 1500 Dịch vụ an dưỡng cuối đời ngoại trú (tháng 4 năm 2016). Khái niệm về Hospice cũng được du nhập từ Anh quốc vào Mỹ trong những năm 1970 và phát triển rất nhanh. Theo phúc trình năm 2012 của Tổ chức National Hospice and Palliative Care, ở Mỹ có đến 66% bệnh nhân sử dụng Hospice tại nhà và 26,1% nằm trong các nhà an dưỡng cuối đời. Thống kê này cho thấy cứ ba người Mỹ thì có một người lìa đời qua dịch vụ này.